# جورج ديفيس (سياسي)
جورج ديفيس (بالإنجليزية: George Davis)‏ هو سياسي نيوزلندي، ولد في 1876. حزبياً، نشط في United Labour Party (New Zealand) ‏.